# Yolanda Gómez Sánchez
Yolanda Gómez Sánchez es una jurista española especialista en derecho constitucional. Ejerció como directora del Centro de Estudios Políticos y Constitucionales y consejera nata del Consejo de Estado entre 2018 y 2023.

## Trayectoria
Es licenciada en Derecho por la Universidad Complutense de Madrid (1982) y doctora en Derecho por la Universidad Nacional de Educación a Distancia-UNED (1987). Realizó su tesis doctoral sobre El Derecho constitucional relativo al matrimonio y a la familia: los artículos 32 y 39 de la Constitución española de 1978, que obtuvo la calificación de sobresaliente cum laude, premio extraordinario de Doctorado y fue publicada por el Congreso de los Diputados en 1990.  Es catedrática de Derecho Constitucional de la Universidad Nacional de Educación a Distancia desde 2007 y catedrática Jean Monnet 'ad personam' de la Unión Europea desde 2012.
De 1988 a 1990 fue vicedecana de la Facultad de Derecho de la UNED y ha sido también directora del Departamento de Derecho Constitucional y directora de la Escuela Internacional de Doctorado de la misma universidad, en donde ha desarrollado una parte importante de su labor docente e investigadora, dedicándose principalmente al estudio de los derechos fundamentales, igualdad y evaluación del impacto de género, y derecho de la Unión Europea. También ha trabajado especialmente en familia y matrimonio en las sociedades democráticas y en el derecho a la reproducción humana, mujer y bioderecho e igualdad en la sucesión de la Corona. 
Complementariamente a la obra escrita, la profesora Gómez Sánchez ha desarrollado una relevante labor de gestión de I+D+i como investigadora principal de grupos y proyectos competitivos y participado en otros varios. Ha dirigido y codirigido 21 tesis doctorales, cuatro de las cuales han obtenido Premio Extraordinario de Doctorado.
Ha sido miembro del Research Council del European Institut University (con sede en Florencia)  y evaluadora del European Research Council (UE), así como de agencias españolas de evaluación y calidad.
Ha formado parte también del Grupo Español de Expertos de la Fundamental Rights Agency de la UE, del International Bioethics Committe de la Unesco (2004-2008) y del Comité de Bioética de España, de la Comisión Técnica del Banco Nacional de Líneas Celulares y de Comités de Ética e investigación. También es miembro de la Red Feminista de Derecho Constitucional.
Es subdirectora de la Revista de Derecho Político de la UNED, ha sido directora de la Revista Derecho y Salud y pertenece a otros consejos editoriales y asesores de publicaciones científicas.
Es académica correspondiente de la Real Academia de Jurisprudencia y Legislación (RAJL).
En los últimos años ha colaborado en diversos medios de comunicación como el diario El País.
En julio de 2018 fue nombrada directora del Centro de Estudios Políticos y Constitucionales, sustituyendo a Benigno Pendás. Este nombramiento conllevó su pertenencia al Consejo de Estado, como consejera nata. Cesó en ambas posiciones el 30 de septiembre de 2023.

## Reconocimientos
- Encomienda de Número de la Orden del Mérito Civil.
- Cruz con Distintivo Blanco de la Orden del Mérito de la Guardia Civil.
- Premio Nacional de Historia 2009 (compartido)

## Publicaciones
- Desafíos para la igualdad en la sociedad contemporánea. Género.
- Derecho constitucional del siglo XXI: desafíos y oportunidades. 2023. pp. 581-608.
- La incidencia de la COVID-19 en los derechos, en Cambios Sociales en tiempos de pandemia. 2022. pp. 599-628.
- Derechos fundamentales en la Unión Europea: una ciudadanía diversa, en Europa, società aperta. Vol. 1. 2022. (Problemi attuali e prospettive future), pp. 265-290.
- Protección multinivel de los derechos en la Unión Europea y en ámbito internacional, en Manual de Derecho Constitucional español con perspectiva de género. Vol. 2. 2022. pp. 647-687.
- El derecho de asociación. Partidos políticos, en Manual de Derecho Constitucional español con perspectiva de género. Vol. 2. 2022 (Derechos, deberes y garantías constitucionales), pp. 357-375.
- Juristas contemporáneas y su legado: aquellas mujeres, estas mujeres, en IgualdadES, ISSN-e 2695-6403, Año nº3, nº4. 2021. Págs. 11-41.
- Categorías especiales de datos personales: los datos de origen étnico o racial, los datos genéticos, los datos biométricos, los datos relativos a la salud, los datos relativos a la vida sexual y la orientación sexual (Comentario al artículo 9.1 RGPD), en Comentario al Reglamento General de Protección de Datos y a la Ley Orgánica de Protección de Datos personales y Garantía de los Derechos Digitales, 2021, pp. 1041-1065.
- Constitucionalismo Multinivel: Derechos fundamentales. 2020.
- Feminismo, en Enciclopedia de las Ciencias Morales y Políticas para el siglo XXI: Ciencias Políticas y Jurídicas (con especial referencia a la sociedad poscovid 19) / Benigno Pendás García (ed. lit.), Miguel Herrero y Rodríguez de Miñón (pr.). 2020. pp. 250-253.
- La Casa de S.M. el Rey durante el Reinado de Don Juan Carlos I, en Hidalguía: la revista de genealogía, nobleza y armas, nº 382. 2019. (Ejemplar dedicado a: S. M. el Rey Don Juan Carlos: una vida al servicio de España). Págs. 623-645.
- Research Volunteer, en Dictionary of statuses within EU Law: the Individual statuses as pillar of European Union integration. 2019. pp. 497-504.
- Derecho constitucional europeo. 2019.
- Bioética y derechos humanos en la investigación clínica. 2019.
- Menores e investigación biomédica. 2018.
- Estudios sobre la reforma de la Constitución de 1978 en su cuarenta aniversario. 2018.
- Derechos fundamentales. 2018.
- El fiscal en los inicios del constitucionalismo español. Revista de Derecho Político. 1º cuatil, 3ª pos.83, pp. 350-358. (España): 2012. ISSN 0210-7562.
- Familia y matrimonio en la Constitución Española de 1978. Congreso de los Diputados. Madrid, 1990.
- El derecho a la reproducción humana. Marcial Pons, Madrid. 1994.
- La Unión Europea en sus documentos. Centro de Estudios Políticos y Constitucionales. Madrid. 2000.
- El Tribunal de Cuentas. El control económico-financiero en el régimen constitucional español. Marcial Pons. Madrid. 2000.
- Derecho constitucional europeo: derechos y libertades. Sanz y Torres. Madrid, 2005; reimpresión, 2008.
- Las mujeres y la delimitación constitucional de la Bioética, en Freixes Sanjuán T. (coord.) Mujeres y Constitución Madrid: CEPC. 2000. pp. 623-668.